# 카니에

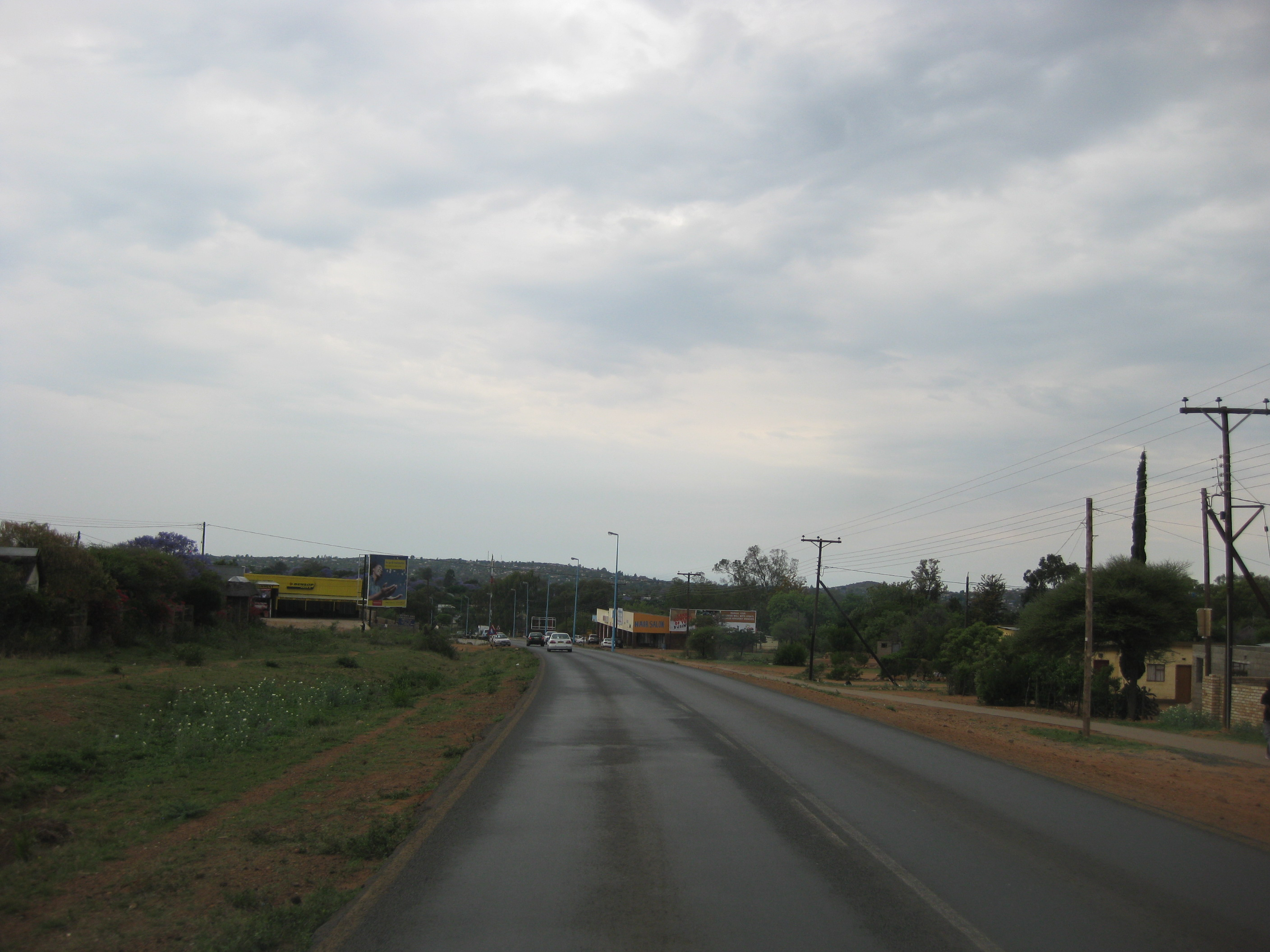

카니에(Kanye)는 보츠와나의 도시이다.
카니에는 수도인 가보로네에서 남서쪽으로 83km(52마일) 떨어진 보츠와나 남부에 있는 마을이다. 남부구의 행정중심지로 2022년 인구주택총조사 기준 인구는 48,028명이다. 2011년 인구 조사의 45,196명에 비해 증가하여 전국에서 9번째로 큰 마을이 되었다. 카니예는 1790년대에 이 지역에 처음 정착한 방와켓세(Ngwaketse) 부족의 전통적인 수도이다. 이 마을은 미국에서 가장 오래 지속된 부족 수도이다.